# Wilhelm Lindvall
Erik Wilhelm Lindvall, född 1 september 1924 i Norrköpings Matteus församling, Norrköping, Östergötlands län, död 1 januari 2005 i Norrköpings Hedvigs församling, Norrköping, Östergötlands län, var en svensk målare och tecknare.
Lindvall var som konstnär autodidakt. Han medverkade i utställningen Unga tecknare på Nationalmuseum 1957 där han återkom 1958 och 1959. Kung Gustav VI Adolf köpte vid en av dessa utställningar teckningar av Lindvall för Nationalmuseums räkning. Han deltog under åren på Liljevalchs Vårsalong 22 gånger och ett 30-tal gånger i Östgöta konstförenings utställningar. Han genomförde en stor retrospektiv utställning på Kronan 2002.
Lindvall är representerad vid Moderna museet, Norrköpings konstmuseum, Linköpings läns museum, Östergötlands läns landsting och Blekinge läns landsting.